# Guerche-de-Bretagne
Guerche-de-Bretagne é uma comuna francesa na região administrativa da Bretanha, no departamento Ille-et-Vilaine. Estende-se por uma área de 11,52 km². Em 2010 a comuna tinha 4 380 habitantes (densidade: 380,2 hab./km²).